# Marco Folio Flacinátor (cónsul 318 a. C.)
Marco Folio Flaccinátor (en latín, Marcus Folius C. f. M. n. Flaccinator) fue un político y militar romano del siglo  IV a. C.

## Carrera pública
Fue magister equitum del dictador Cayo Menio, por primera vez en el año 320 a. C., de acuerdo a los Fasti; pero, según Tito Livio, en el 312 a. C. Tanto el dictador como Flaccinátor renunciaron a sus magistraturas al ser acusados de asociación ilícita en contra de la República y ambos fueron juzgados por los cónsules y honorablemente absueltos. 
Flaccinátor fue cónsul en 318 a. C.  y magister equitum por segunda vez en 314 a. C., de acuerdo a los Fasti, del dictador Cayo Menio; pero, según Tito Livio, del dictador Cayo Petelio Libón Visolo ese mismo año.